# Wally Cassell
Wally Cassell (* 3. März 1912 in Agrigent, Sizilien als Oswaldo Silvestri Trippilini Rolando Vincenza Castellano; † 2. April 2015 in Palm Desert, Kalifornien) war ein US-amerikanischer Schauspieler italienischer Herkunft.

## Leben und Karriere
Wally Cassell wurde 1912 in Sizilien geboren, seine Familie wanderte mit ihm allerdings bereits in die USA aus, als er noch ein Kleinkind war. Nachdem er zunächst Tänzer war, übernahm Cassell ab 1942 kleinere Rollen in Hollywood, vor allem als Soldat oder Matrose in Kriegsfilmen. Mickey Rooney verhalf ihm zu einem Studiovertrag bei Metro-Goldwyn-Mayer. Erste Aufmerksamkeit erlangte er 1945 als italienischstämmiger Soldat, der sein Heimatland im Krieg erkundet, in Schlachtgewitter am Monte Cassino an der Seite von Robert Mitchum. Auch in vielen seiner weiteren Rollen spielte er den Kriegskameraden des Hauptdarstellers, so von John Wayne in Du warst unser Kamerad aus dem Jahr 1949.
Cassell übernahm im Laufe seiner Karriere hauptsächlich Nebenrollen, insbesondere in Film noirs, Western und Gangsterfilmen. Eine seiner bekanntesten Rollen hatte er als Mitglied von James Cagneys Gangsterbande im Filmklassiker Sprung in den Tod (1949) von Raoul Walsh. Ab den 1950er-Jahren übernahm Cassell auch Gastrollen in zahlreichen US-Fernsehserien. Nachdem seine Karriere stagnierte, verließ er die Schauspielerei in den frühen 1960er-Jahren nach mehr als 90 Film- und Fernsehproduktionen. Er wurde anschließend als Geschäftsmann in der Wirtschaft tätig.
Wally Cassell war von 1947 bis zu seinem Tod mit der Schauspielerin Marcy McGuire verheiratet. Er hatte zwei Kinder; seine Tochter Cindy trat 1964 in der Erich-Kästner-Verfilmung Emil und die Detektive als Pony Hütchen auf. Wally Cassell, der bis kurz vor seinem Tod bei guter Gesundheit war, starb im April 2015 im Alter von 103 Jahren in seinem Haus in Palm Desert.

## Filmografie (Auswahl)
- 1942: Schatten am Fenster (Fingers at the Window)
- 1942: Dr. Gillespie’s New Assistant
- 1942: Stand by for Action
- 1943: Und das Leben geht weiter (The Human Comedy)
- 1943: Bühne frei für Lily Mars (Presenting Lily Mars)
- 1943: Nacht der tausend Sterne (Thousands Cheer)
- 1944: Dreißig Sekunden über Tokio (Thirty Seconds Over Tokyo)
- 1944: Der dünne Mann kehrt heim (The Thin Man Goes Home)
- 1944: Kleines Mädchen, großes Herz (National Velvet)
- 1944: Musik für Millionen (Music for Millions)
- 1945: Urlaub für die Liebe (The Clock)
- 1945: Son of Lassie
- 1945: Gefährliche Partnerschaft (Dangerous Partners)
- 1945: Schlachtgewitter am Monte Cassino (The Story of G.I. Joe)
- 1945: Urlaub in Hollywood (Anchors Aweigh)
- 1946: Im Netz der Leidenschaften (The Postman Always Rings Twice)
- 1946: Eine Falle für den Banditen (Bad Bascomb)
- 1947: Die Farm der Gehetzten (Ramrod)
- 1947: The Guilty
- 1947: Schmuggler von Saigon (Saigon)
- 1947: Killer McCoy
- 1948: Dr. Johnsons Heimkehr (Homecoming)
- 1948: Liebesnächte in Sevilla (The Loves of Carmen)
- 1948: Johanna von Orleans (Joan of Arc)
- 1949: Wir waren uns fremd (We Were Strangers)
- 1949: Sprung in den Tod (White Heat)
- 1949: Du warst unser Kamerad (Sands of Iwo Jima)
- 1950: Quicksand
- 1950: Der Panther (Highway 301)
- 1951: Apachenschlacht am schwarzen Berge (Oh! Susanna)
- 1951: Tödliche Pfeile (Little Big Horn)
- 1951: Höllenreiter der Nacht (The Wild Blue Yonder)
- 1952: Korea (One Minute to Zero)
- 1952: Feuertaufe Invasion (Thunderbirds)
- 1953: Die Hand am Colt (Law and Order)
- 1953: Chicago – 12 Uhr Mitternacht (City That Never Sleeps)
- 1953: Der brennende Pfeil (The Charge at Feather River)
- 1953: Das letzte Signal (Island in the Sky)
- 1954: Prinzessin vom Nil (Princess of the Nile)
- 1955: Der Rächer vom Silbersee (Timberjack)
- 1956: Am Strand der Sünde (The Come On)
- 1956: Menschenjagd im Pazifik (Wetbacks)
- 1956: Rauchende Colts (Gunsmoke, Fernsehserie, Folge 1x26)
- 1956: Schach dem Mörder (Accused of Murder)
- 1957: Land ohne Männer (Until They Sail)
- 1959: Gangster Nr. 1 (I Mobster)
- 1959: Die Unbestechlichen (The Untouchables, Fernsehserie, 2 Folgen)
- 1960: Zwei in einem Zimmer (The Rat Race)
- 1960: Tausend Meilen Staub (Rawhide, Fernsehserie, Folge 3x08)
- 1963: The Beverly Hillbillies (Fernsehserie, Folge 1x29)